# Michaľany
Michaľany (em húngaro: Alsómihályi) é um município da Eslováquia, situado no distrito de Trebišov, na região de Košice. Tem 8,15 km² de área e sua população em 2018 foi estimada em 1.919 habitantes.

## Demografia
| Ano:        | 1994 | 2004   | 2014    | 2024    |
| ----------- | ---- | ------ | ------- | ------- |
| Broj ljudi: | 1721 | 1755   | 1946    | 1735    |
| Razlika:    |      | +1,97% | +10,88% | -10,84% |

| Ano:               | 2023 | 2024   |
| ------------------ | ---- | ------ |
| Número de pessoas: | 1743 | 1735   |
| Diferença:         |      | -0,45% |